# Latastia
Latastia es un género de lagartos de la familia Lacertidae. Sus especies se distribuyen por el África subsahariana.

## Especies
Se reconocen las siguientes diez especies:
- Latastia boscai Bedriaga, 1884
- Latastia caeruleopunctata Parker, 1935
- Latastia cherchii Arillo, Balletto & Spano, 1967
- Latastia doriai Bedriaga, 1884
- Latastia johnstonii Boulenger, 1907
- Latastia longicaudata (Reuss, 1834)
- Latastia ornata Monard, 1940
- Latastia petersiana (Mertens, 1938)
- Latastia siebenrocki (Tornier, 1905)
- Latastia taylori Parker, 1942